# Michael Rosbash
Michael Morris Rosbash (ur. 7 marca 1944 w Kansas City) – amerykański genetyk i chronobiolog, profesor Brandeis University, związany z Howard Hughes Medical Institute.
Wraz z Jeffreyem Hallem i Michaelem Youngiem jest laureatem Nagrody Nobla w dziedzinie fizjologii lub medycyny w roku 2017, za prace związane z funkcjonowaniem zegara biologicznego – odkrycie molekularnych mechanizmów kontrolujących rytmy dobowe u organizmów żywych.
Od 2003 jest członkiem National Academy of Sciences, a od 2007 fellow American Association for the Advancement of Science. W 2013, wraz z Hallem i Youngiem, otrzymał Nagrodę Shawa w dziedzinie nauk o życiu i medycyny oraz Nagrodę Wiley.